# Кравченко Андрій Іванович
Андрі́й Іва́нович Кра́вченко (26 березня 1971 — 18 вересня 2014) — молодший сержант Збройних сил України, учасник війни на сході України. Кавалер ордена «За мужність».

## Життєпис
Народився 1971 року в місті Кривий Ріг (Дніпропетровська область). Закінчив криворізьку ЗОШ № 28, ПТУ № 8. Працював газозварювальником на залізничній станції «Батуринська». Мобілізований у березні 2014 року, розвідник-гранатометник розвідувальної роти 17-ї окремої танкової бригади.

## Обставини загибелі
Загинув 18 вересня 2014 року поблизу смт Калинове Луганської області — розвідгрупа на БМП потрапила у засідку терористів. Під час вогневого протистояння бійці зазнали поранень та їх полонили. Разом з Андрієм в цьому бою загинули прапорщик Геннадій Бережний, молодший сержант Олег Литовченко, старший солдат Андрій Сущевський, прапорщик та солдати Руслан Безрідний й Сергій Пронін. Розвідувальний дозор, у складі якого був сержант Віталій Капінус, прикривав евакуацію поранених бійців; сержант Капінус у бою загинув.
Тіла бійців не вдалося забрати з поля бою, пізніше вони були передані волонтерам. Був похований на Краснопільському цвинтарі міста Дніпро як «Невідомий». Після ідентифікації воїна перепоховали 15 грудня 2016 року на Алеї Героїв Центрального цвинтаря Кривого Рогу. В день поховання у Кривому Розі оголошено траур.
Залишилась мама.

## Нагороди і вшанування
- «За особисту мужність, виявлену у захисті державного суверенітету та територіальної цілісності України, самовіддане виконання військового обов'язку», нагороджений орденом «За мужність» III ступеня (10.04.2017, посмертно)[1].
- Його портрет розміщений на меморіалі «Стіна пам'яті полеглих за Україну» у Києві: секція 4, ряд 7, місце 15
- Вшановується в меморіальному комплексі «Зала пам'яті», в щоденному ранковому церемоніалі 18 вересня[2]